# Солидарная демократия
Солидарная демократия (Демократия солидарности, итал. Democrazia Solidale, DemoS, DEMOS, Demo.S или DeS) — левохристианская политическая партия в Италии (христианско-демократического и христианско-социалистического толка).
Многие члены партии, в том числе её нынешний лидер Паоло Чиани, являются выходцами из прогрессивного католического движения Община святого Эгидия. Предыдущий руководитель партии, Лоренцо Деллаи, определял её как «христианско-социальную».
DemoS поддерживает прочные отношения с Демократической партией и рядом мелких партий, организаций и групп левых христиан, в частности, с Демократическим центром (с которым партия формировала объединённую парламентскую группу в Палате депутатов в 2014—2018 годах), Христианским народным союзом (действующим в основном в Сардинии) и Союзом Трентино (локальную силу в Трентино, президентом которой с 1999 по 2012 год был Деллай, затем ушедший в общеитальянскую политику).

## Основание
DemoS была сформирована в июле 2014 года в результате после отделения левой фракции от христианско-демократической партии «Пополяры за Италию». Новая партия, которую возглавили Лоренцо Деллаи, Андреа Оливеро, Марио Мараццити, Марио Джиро и Лючио Романо, подтвердила стратегический (а не только тактический) союз с Демократической партией (ПД) Маттео Ренци, в то время как «Пополяры» считала его временным и вместо этого стремилась перейти и перестроить правоцентристский лагерь. С момента запуска партии у неё было восемь депутатов, два сенатора, один заместитель министра и один заместитель секретаря.
В ноябре 2014 года группа «За Италию» в Палате включила двух депутатов Демократического центра (CD). В декабре двое сенаторов DemoS — Оливеро и Романо — покинули группу «За Италию» (которая в итоге была расформирована), чтобы присоединиться к группе «За автономии», состоящую из мелких автономистских и/или левоцентристских партий. В сентябре к партии и парламентской группе присоединился девятый депутат — Маурицио Бараделло, умерший в мае 2017 года.
В начале 2015 года партия утвердила новый символ, Деллай был избран её президентом, а Паоло Чиани — координатором.

## История
В январе 2016 года группа «За Италию» сменила название на «Солидарная демократия — Демократический центр». В феврале Джиро стал заместителем министра иностранных дел (одним из двух заместителей министра от партии наряду с Оливеро в сельскохозяйственном министерстве).
В июне и декабре 2017 года Фуксия Ниссоли и Джанлуиджи Джильи перешли в правоцентристскую коалицию — партии «Вперёд, Италия» (FI) и «Энергии для Италии» (EpI) соответственно. DemoS, в свою очередь, выступил одним из основателей Народного гражданского списка (КП) — центристского и христианского избирательного списка в составе левоцентристской коалиции, — наряду с «Народной альтернативой» (AP), «Италией ценностей» (IdV), «Центристами за Европу» (CpE), «Италией народной» (IP), Союзом Трентино (UpT) и Христианским народным союзом (UPC).
На всеобщих выборах 2018 года этот список получил лишь 0,5 % и ни одного места, так что DemoS покинула парламент (сам Деллай был побеждён в одномандатном округе в Трентино). Однако на одновременных региональных выборах 2018 года в Лацио Чиани был избран местным депутатом во главе регионального списка под названием «Солидарный центр».
В октябре 2018 года DemoS был перезапущен с целью создания более широкого левохристианского движения. На съезде присутствовали Андреа Риккарди, основатель Общества святого Эгидия, и Паоло Джентилони, ведущий член Демпартии, бывший премьер-министр и министр иностранных дел. В последующие месяцы к партии присоединились ещё несколько видных деятелей, в том числе Нелло Формизано и Пьетро Бартоло, а Мишела Ростан, депутат от левого социал-демократического откола от Демпартии («Статья 1»), выразила готовность представлять повестку, выдвинутую DemoS, в парламенте. Партия также присоединилась к спискам ДП на выборах в Европейский парламент в 2019 году. В итальянском парламенте представитель партии входит в самую левую из групп — «Свободные и равные» (Liberi e Uguali).